# Zeta Herculis
Zeta Herculis (ζ Her) – druga co do jasności gwiazda w gwiazdozbiorze Herkulesa, znajdująca się w odległości około 35 lat świetlnych od Słońca.

## Charakterystyka
Jest to gwiazda podwójna, której składniki są gwiazdami należącymi do typu widmowego G, podobnie jak Słońce. Jaśniejszy składnik to podolbrzym o temperaturze takiej jak Słońce, ale sześciokrotnie jaśniejszy. Jego towarzysz to żółty karzeł o mniejszej masie i mniej jasny od Słońca. Gwiazdy okrążają wspólny środek masy, oddalając się na 21 au i zbliżając na odległość 8 au.